# Даніель Карон
Ж. Даніель Карон (фр. G. Daniel Caron; 23 червня 1958) — канадський дипломат, державний службовець та викладач міжнародних відносин в Університеті Лаваль.  Надзвичайний і Повноважний Посол Канади в Україні.

## Біографія
Жермен Даніель Карон походить з Лімуалу, району міста Квебек. Протягом юнацьких років навчався у екстернаті Сен-Жан-Уд (Externat Saint-Jean-Eudes), Сежеп Лімуалу (Cégep Limoilou) та на бакалавраті Університету Лаваля (1980 р. випуску; спеціалізація — економіка). З раннього віку цікавиться міжнародними питаннями. Так, саме він представляв Канаду на міжнародній молодіжній конференції в Уагадугу у 1978 році, яка була організована Агенцією з питань культурної та технічної співпраці франкофонії, що лягла в основу Міжнародної організації франкофонії.
Після закінчення навчання Ж. Даніель Карон побудував кар'єру у царині державної адміністрації та дипломатії у складі уряду Канади.
З 2005 до 2008  р. працював міністром-радником та заступником голови місії у посольстві Канади в Мексиці. З 1989 до 1992 р. був консулом та торговельним представником при Генеральному консульстві Канади у Бостоні, а з 1996 до 2000 р. працював радником з питань охорони довкілля та риболовлі у представництві Канади при Європейському Союзі у Брюсселі. У складі міністерства закордонних справ, комерції та розвитку Канади в Оттаві Ж. Даніель Карон працював протягом років торговельним представником та директором відділу у справах Японії, заступником директора відділу країн Північної Європи, а також головним директором Бюро з питань трансформації. Крім того, у складі канадської делегації він брав участь у перемовинах з Францією стосовно прав на рибальство біля островів Сент-П'єр і Мікелон.
З 2008 до 2011 р.  Ж. Даніель Карон — Надзвичайний і Повноважний Посол Канади в Україні.
3 лютого 2015 року Ж. Даніель Карон оголосив про свій намір взяти участь у федеральних парламентських виборах у жовтні того ж року як кандидат в депутати від Нової демократичної партії Канади, і 14 березня його номінацію офіційно затвердили від виборчого округу Луї-Сен-Лоран у місті Квебек.
У лютому 2019 року уряд Канади призначив його членом Ради з питань дикої природи морського регіону Ейю.